# Bowie at the Beeb
Albums de David Bowie
LiveAndWell.com
(1999) All Saints
(2001)
Bowie at the Beeb est un album de David Bowie sorti en 2000.

## Contenu
Bowie at the Beeb rassemble des enregistrements réalisés pour la BBC entre 1968 et 1972. La première édition de l'album comprend également un disque bonus enregistré le 27 juin 2000 à la Broadcasting House, qui est omis des rééditions ultérieures.
L'édition japonaise comprend un titre supplémentaire : une version de Oh! You Pretty Things (CD 2, piste 2).
Le premier pressage de l'album inclut par erreur deux fois la deuxième version de la chanson Ziggy Stardust sur le CD 2. Pour réparer cette erreur, EMI envoie un CDR avec l'autre version aux acheteurs qui en font la demande.

## Accueil critique
La critique réserve un accueil très favorable à cette compilation. L'agrégateur Metacritic lui attribue un score de 86 % sur la base de six critiques.

## Titres
Toutes les chansons sont écrites et composées par David Bowie, sauf mention contraire.

### CD 1
| 1. | In the Heat of the Morning | 3:02 |
| 2. | London Bye Ta Ta           | 2:36 |
| 3. | Karma Man                  | 3:00 |
| 4. | Silly Boy Blue             | 6:08 |

| 5. | Let Me Sleep Beside You | 3:17 |
| 6. | Janine                  | 3:24 |

| 7.  | Amsterdam                            | Jacques Brel, Mort Shuman | 3:18 |
| 8.  | God Knows I'm Good                   |                           | 3:36 |
| 9.  | The Width of a Circle                |                           | 5:21 |
| 10. | Unwashed and Somewhat Slightly Dazed |                           | 5:07 |
| 11. | Cygnet Committee                     |                           | 9:07 |
| 12. | Memory of a Free Festival            |                           | 3:18 |

| 13. | Wild Eyed Boy from Freecloud | 5:55 |

| 14. | Bombers              |             | 3:19 |
| 15. | Looking for a Friend |             | 3:34 |
| 16. | Almost Grown         | Chuck Berry | 2:44 |
| 17. | Kooks                |             | 3:32 |
| 18. | It Ain't Easy        | Ron Davies  | 2:51 |

### CD 2
| 1. | The Supermen                                                              | 2:51 |
| 2. | Oh! You Pretty Things (titre exclusif sur l'édition japonaise de l'album) | 3:15 |
| 3. | Eight Line Poem                                                           | 2:56 |

| 4. | Hang On to Yourself     |          | 2:50 |
| 5. | Ziggy Stardust          |          | 3:26 |
| 6. | Queen Bitch             |          | 2:59 |
| 7. | I'm Waiting for the Man | Lou Reed | 5:24 |
| 8. | Five Years              |          | 4:24 |

| 9.  | White Light/White Heat | Lou Reed | 3:48 |
| 10. | Moonage Daydream       |          | 4:58 |
| 11. | Hang On to Yourself    |          | 2:50 |
| 12. | Suffragette City       |          | 3:28 |
| 13. | Ziggy Stardust         |          | 3:24 |

| 14. | Starman               | 4:05 |
| 15. | Space Oddity          | 4:16 |
| 16. | Changes               | 3:29 |
| 17. | Oh! You Pretty Things | 2:57 |

| 18. | Andy Warhol           | 3:14 |
| 19. | Lady Stardust         | 3:21 |
| 20. | Rock 'n' Roll Suicide | 3:08 |

### CD 3
| 1.  | Wild Is the Wind                | Ned Washington, Dimitri Tiomkin         | 6:23 |
| 2.  | Ashes to Ashes                  |                                         | 5:04 |
| 3.  | Seven                           | David Bowie, Reeves Gabrels             | 4:13 |
| 4.  | This Is Not America             | David Bowie, Pat Metheny, Lyle Mays     | 3:44 |
| 5.  | Absolute Beginners              |                                         | 6:32 |
| 6.  | Always Crashing in the Same Car |                                         | 4:07 |
| 7.  | Survive                         | David Bowie, Reeves Gabrels             | 4:55 |
| 8.  | Little Wonder                   | David Bowie, Reeves Gabrels, Mark Plati | 3:49 |
| 9.  | The Man Who Sold the World      |                                         | 3:58 |
| 10. | Fame                            | David Bowie, Carlos Alomar, John Lennon | 4:12 |
| 11. | Stay                            |                                         | 5:45 |
| 12. | Hallo Spaceboy                  | David Bowie, Brian Eno                  | 5:22 |
| 13. | Cracked Actor                   |                                         | 4:10 |
| 14. | I'm Afraid of Americans         | David Bowie, Brian Eno                  | 5:30 |
| 15. | Let's Dance                     |                                         | 6:20 |

## Musiciens
- David Bowie : chant, guitare, claviers

Avec :
- CD 1, pistes 1 à 4 (The Tony Visconti Orchestra) :
  - Herbie Flowers : basse
  - Barry Morgan : batterie
  - John McLaughlin : guitare
  - Alan Hawkshaw (en) : claviers
  - Tony Visconti, Steve Peregrin Took : chœurs
- CD 1, pistes 5 et 6 (Junior's Eyes) :
  - Mick Wayne : guitare
  - Tim Renwick : guitare rythmique
  - John « Honk » Lodge : basse
  - John Cambridge : batterie
- CD 1, pistes 7 à 13 (The Tony Visconti Trio) :
  - Tony Visconti : basse
  - Mick Ronson : guitare
  - John Cambridge : batterie
- CD 1, pistes 14 à 18 :
  - Mick Ronson : guitare, chœurs
  - Trevor Bolder : basse
  - Mick Woodmansey : batterie
  - Mark Carr-Pritchard : guitare
  - George Underwood : chœurs
  - Dana Gillespie : chœurs
  - Geoffrey Alexander : chœurs
- CD 2, pistes 1 à 3 :
  - Mick Ronson : guitare, chœurs
- CD 2, pistes 4 à 20 (The Spiders from Mars) :
  - Mick Ronson : guitare, chœurs
  - Trevor Bolder : basse
  - Mick Woodmansey : batterie
- Sur le CD 3 :
  - Earl Slick : guitare
  - Mark Plati : guitare, basse
  - Gail Ann Dorsey : basse, guitare, chant
  - Sterling Campbell : batterie
  - Mike Garson : piano, claviers
  - Holly Palmer : chœurs, percussions
  - Emm Gryner : chœurs, claviers